# Tornedal

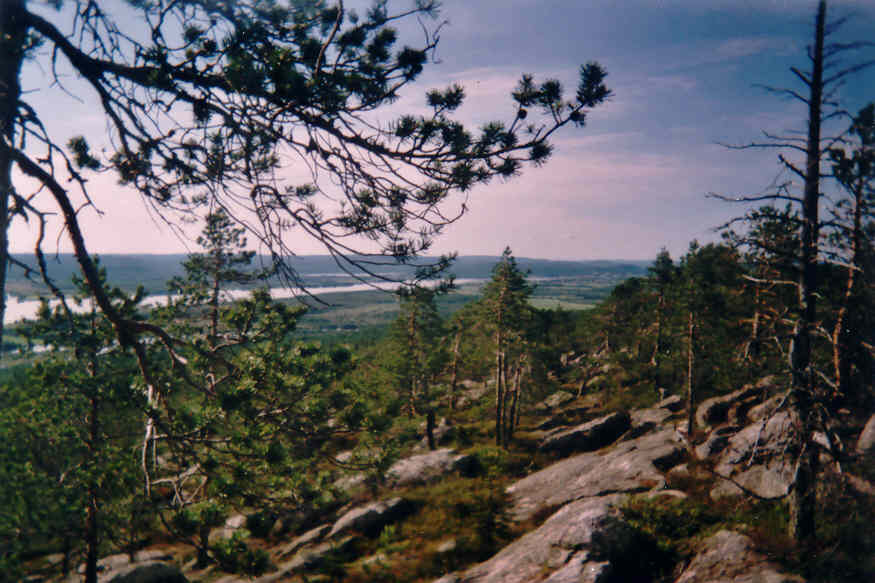
Het Tornedal, bij Övertorneå.

Vlag gebruikt door Finnen uit het Tornedal. (Details)

Het Tornedal (Zweeds: Tornedalen; Fins:Tornionlaakso) is een dal in het noorden van Zweden en Finland van de rivier Torne, die voor een groot deel de grens bepaalt tussen Zweden en Finland. Oorspronkelijk woonden er alleen Samen in dit gebied, later kwamen er Finnen, en tegenwoordig steeds meer Zweden. Enkele grotere plaatsen in het gebied zijn: Haparanda, Pajala en Övertorneå. Tegenwoordig worden er naast het Zweeds verschillende talen gesproken, namelijk: Samisch, Fins en vooral Meänkieli (Tornedalsfins).
Het gebied heeft sinds 1987 de status van euregio.